# صبابير (الضليعة)

'

تعديل مصدري - تعديل

صبابير هي إحدى قرى عزلة الضليعة بمديرية الضليعة التابعة لمحافظة حضرموت، بلغ تعداد سكانها 1000 نسمة حسب [[تعداد اليمن 2014|تعداد اليمن لعام 2014 سكانها من ال باحفص